# Omar Alejandro González
Omar Alejandro González (Dallas, Texas, 11 de octubre de 1988) es un futbolista estadounidense, de padres mexicanos, juega de defensa.

## Trayectoria

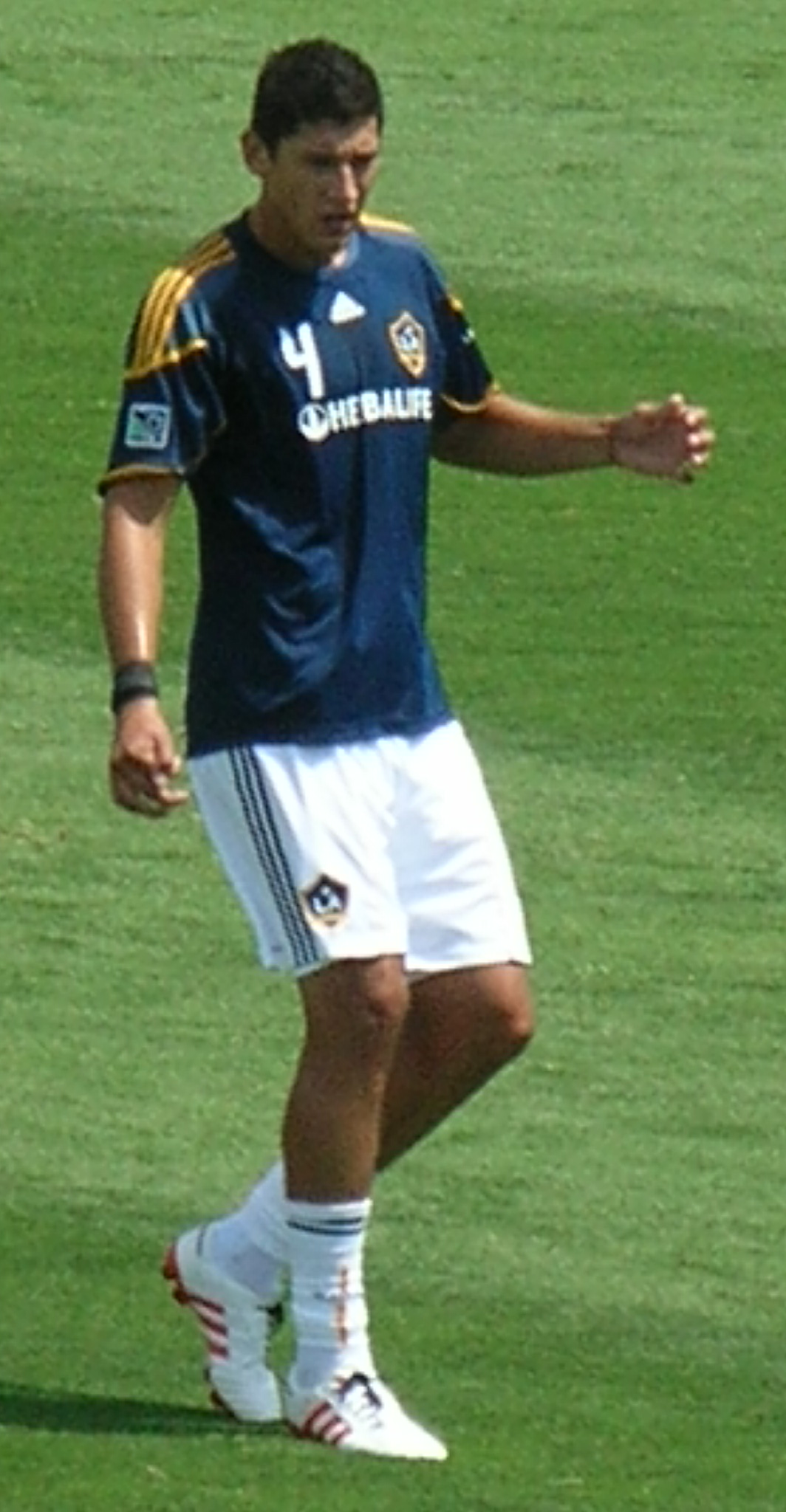
González jugando para el Galaxy en 2010.

Omar González comenzó jugando en el fútbol universitario en la Universidad de Maryland, College Park, donde ganó el campeonato de la Copa Colegial en 2008. Fue nombrado como mejor defensa en 2007.
Omar González entró en el SuperDraft de la MLS de 2009 siendo escogido en la primera ronda (3.o en la general) por Los Angeles Galaxy. Debutó el 22 de marzo de 2009 contra el DC United y anotó su primer gol como profesional el 4 de abril, en una derrota 3-2 contra el Colorado Rapids. Fue nombrado novato del año en su primera campaña por su buen desempeño en la cancha. En México, pero González rechazó su oferta debido a que quería jugar en Europa.
En enero de 2012 Omar González viajó a Alemania para unirse al F. C. Nuremberg en calidad de préstamo por un corto periodo de tiempo. Durante su primer entrenamiento sufrió una colisión con Tim Chandler, exmiembro de la selección de Estados Unidos, en la cual se desgarró el ligamento cruzado anterior de la rodilla, obligándolo a regresar a los Estados Unidos para someterse a una operación. Pese a que se esperaba que estuviera fuera de las canchas por lo menos nueve meses, Omar González volvió a jugar con el L.A. Galaxy en julio de 2012 en un partido contra el Philadelphia Union, y rápidamente retomó la titularidad desde esa oportunidad.
Omar González continuó su rápida y exitosa recuperación con buenas actuaciones en la postemporada del Galaxy, incluyendo una estelar presentación en la final de la Copa MLS en la cual anotó un gol y fue nombrado jugador del partido, ayudando así al equipo de Los Ángeles a repetir el título. Hijo de padres mexicanos, posee  la doble nacionalidad tanto de Estados Unidos como de México.

### Pachuca
El 23 de diciembre de 2015 fue transferido a Club de Fútbol Pachuca de la Liga MX.

## Selección nacional
González jugó con la selección de fútbol de Estados Unidos la Copa Mundial Sub-17 de 2005 en Perú, también jugó los Juegos Panamericanos de 2007 celebrados en Río de Janeiro, Brasil, con el seleccionado sub-20 de las barras y las estrellas. El 22 de diciembre de 2009 recibió su primera convocatoria para entrenar con la selección mayor de Estados Unidos. El 10 de agosto de 2010 hizo su debut internacional en un amistoso contra Brasil.
El 17 de julio de 2013 fue uno de los cuatro jugadores que fueron añadidos a la lista de 23 seleccionados que estaban representando a la selección norteamericana en la Copa de Oro de la Concacaf 2013. González hizo su debut en el torneo ingresando en los minutos finales de la final ante Panamá.
El 12 de mayo de 2014 Klinsmann incluyó a González en la lista provisional de 30 jugadores con miras a la Copa Mundial de Fútbol de 2014. El 22 de mayo fue incluido en la lista definitiva de 23 jugadores que viajaron a Brasil. González jugó su primer partido como titular en el torneo en la derrota 0-1 ante Alemania por la fase de grupos, y luego de una buena actuación volvió a iniciar en octavos de final ante Bélgica.
González anotó su primer gol con la selección nacional el 18 de julio de 2015 en la goleada 6-0 sobre Cuba por los cuartos de final de la Copa de Oro 2015.

### Participaciones en Copas del Mundo
| Mundial                        | Sede   | Resultado        |
| ------------------------------ | ------ | ---------------- |
| Copa Mundial Sub-17 de 2005    | Perú   | Cuartos de final |
| Copa Mundial de Fútbol de 2014 | Brasil | Octavos de final |

### Participaciones en la Copa de Oro de la Concacaf
| Copa                            | Sede           | Resultado |
| ------------------------------- | -------------- | --------- |
| Copa de Oro de la Concacaf 2013 | Estados Unidos | Campeón   |

#### Goles con la selección de Estados Unidos
| #  | Fecha               | Lugar                                       | Oponente | Gol   | Resultado | Competición   |
| -- | ------------------- | ------------------------------------------- | -------- | ----- | --------- | ------------- |
| 1. | 18 de julio de 2015 | M&T Bank Stadium, Baltimore, Estados Unidos | Cuba     | 4 – 0 | 6 – 0     | Copa Oro 2015 |

## Clubes
| Club                   | País           | Año       |
| ---------------------- | -------------- | --------- |
| Los Angeles Galaxy     | Estados Unidos | 2009-2015 |
| 1. F. C. Núremberg     | Alemania       | 2012      |
| C. F. Pachuca          | México         | 2015-2018 |
| Atlas F. C.            | México         | 2018-2019 |
| Toronto F. C.          | Canadá         | 2019-2021 |
| New England Revolution | Estados Unidos | 2022-2023 |
| F. C. Dallas           | Estados Unidos | 2024      |

## Palmarés

### Títulos nacionales
| Título                 | Club               | País           | Año  |
| ---------------------- | ------------------ | -------------- | ---- |
| Conferencia Oeste MLS  | Los Angeles Galaxy | Estados Unidos | 2009 |
| MLS Supporters' Shield | Los Angeles Galaxy | Estados Unidos | 2010 |
| Conferencia Oeste MLS  | Los Angeles Galaxy | Estados Unidos | 2011 |
| MLS Supporters' Shield | Los Angeles Galaxy | Estados Unidos | 2011 |
| Copa MLS               | Los Angeles Galaxy | Estados Unidos | 2011 |
| Copa MLS               | Los Angeles Galaxy | Estados Unidos | 2012 |
| Copa MLS               | Los Angeles Galaxy | Estados Unidos | 2014 |
| Liga MX                | C. F. Pachuca      | México         | 2016 |

### Títulos internacionales
| Título                           | Club (*)                    | País           | Año  |
| -------------------------------- | --------------------------- | -------------- | ---- |
| Liga de Campeones de la Concacaf | C. F. Pachuca               | México         | 2017 |
| Copa Oro de la Concacaf          | Selección de Estados Unidos | Estados Unidos | 2017 |

(*) Incluyendo de la selección.

### Distinciones individuales
| Distinción                                     | Año  |
| ---------------------------------------------- | ---- |
| Novato del año de la MLS                       | 2009 |
| Incluido en el equipo del año de la MLS        | 2010 |
| Mejor defensa central del año de la MLS        | 2011 |
| Incluido en el equipo del año de la MLS        | 2011 |
| Jugador Más Valioso de la Final de la Copa MLS | 2012 |

| Predecesor: Sean Franklin | Novato del Año de la Major League Soccer 2009 | Sucesor: Andy Najar |